# Стефані Ріс
Стефані Ріс (англ. Stephanie Reece; нар. 24 квітня 1970) — колишня американська тенісистка.
Найвищу одиночну позицію світового рейтингу — 219 місце досягла 10 жовтня, 1994, парну — 79 місце — 26 серпня, 1996 року.
Найвищим досягненням на турнірах Великого шолома було 2 коло в парному розряді.

## Фінали Туру WTA

### Парний розряд (0-1)
| Результат | Дата               | Турнір                                      | Рівень  | Покриття | Партнерка  | Суперниці                 | Рахунок       |
| --------- | ------------------ | ------------------------------------------- | ------- | -------- | ---------- | ------------------------- | ------------- |
| Поразка   | Wismilak Open 1995 | Commonwealth Bank Tennis Classic, Індонезія | Tier IV | Тверде   | Нана Міяґі | Петра Камстра Тіна Кріжан | 6–2, 4–6, 1–6 |